# خوان غريغوريو ليموس
خوان غريغوريو ليموس (بالإسبانية: Juan Gregorio Lemos)‏ هو عسكري أرجنتيني، ولد في مايو 1764 في مندوزا في الأرجنتين، وتوفي في أكتوبر 1822 في ليما في بيرو.